# Nootaikok
Dans la mythologie inuit, Nootaikok, Nootîttok ou Nutittuq est le dieu qui dirige les icebergs et les glaciers. C'est un esprit bénéfique et amical vêtu de noir qui vit dans l'eau et offre des phoques lorsqu'il est invoqué. Avec Agloolik, il conduit les chasseurs vers les phoques.